# Myrmica pinetorum
Myrmica pinetorum är en myrart som beskrevs av Wheeler 1905. Myrmica pinetorum ingår i släktet rödmyror, och familjen myror. Inga underarter finns listade i Catalogue of Life.

## Bildgalleri

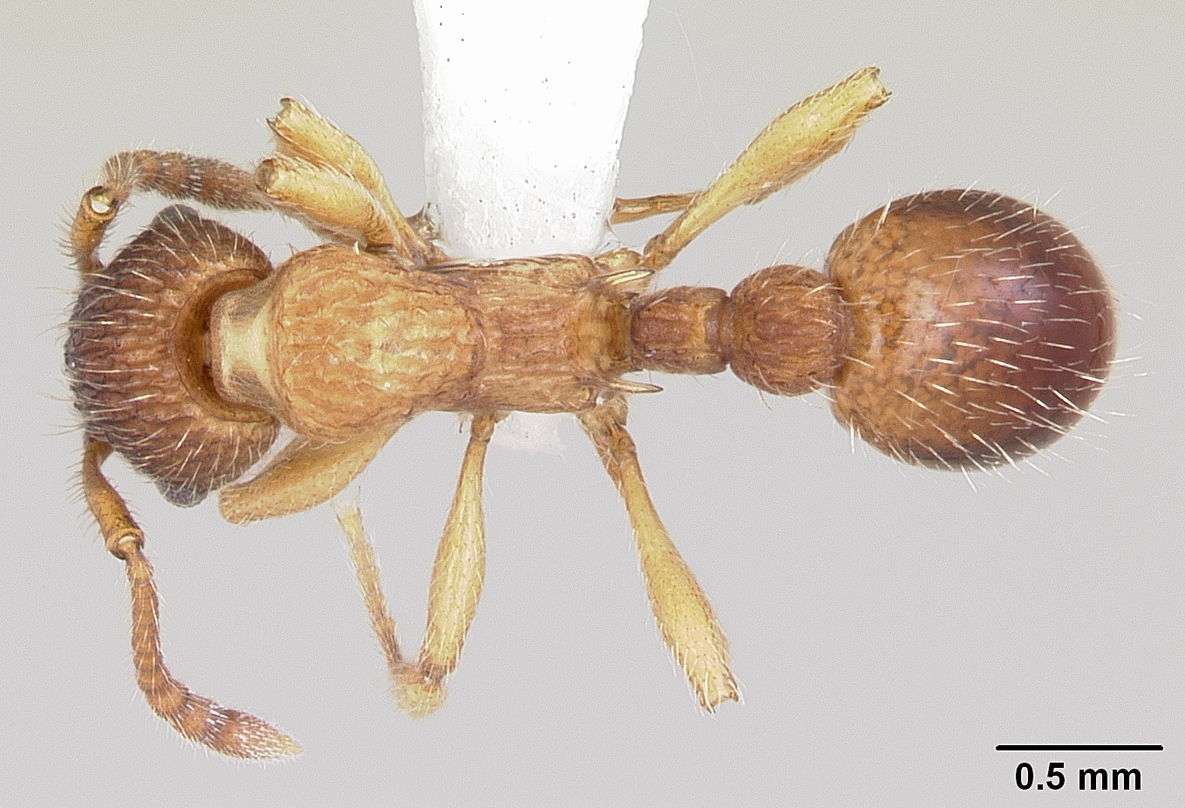
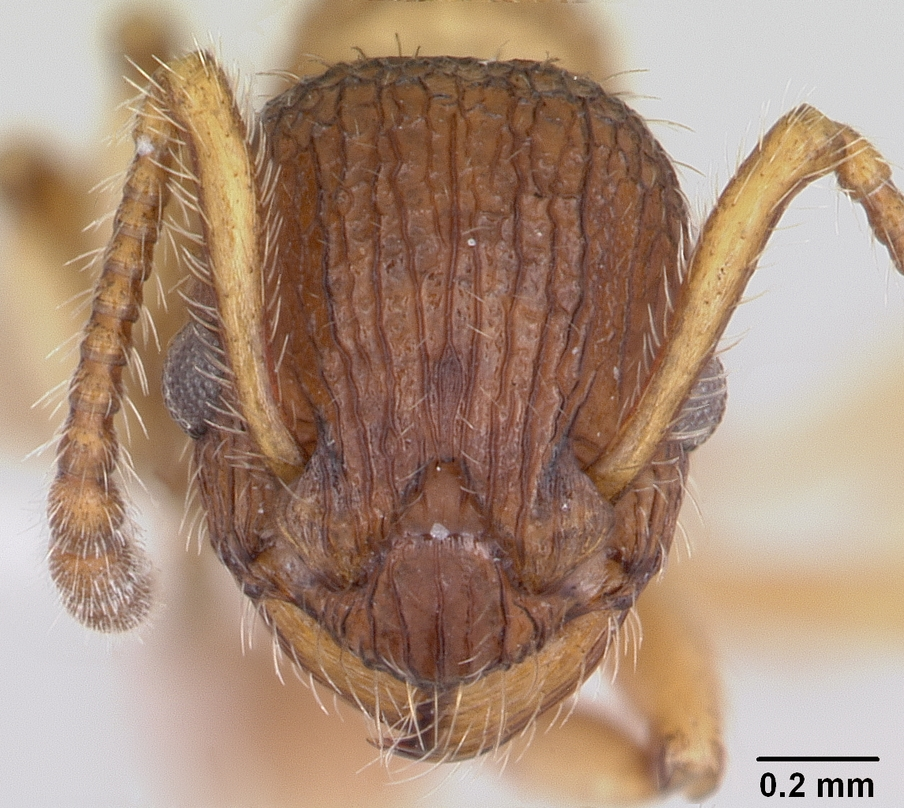
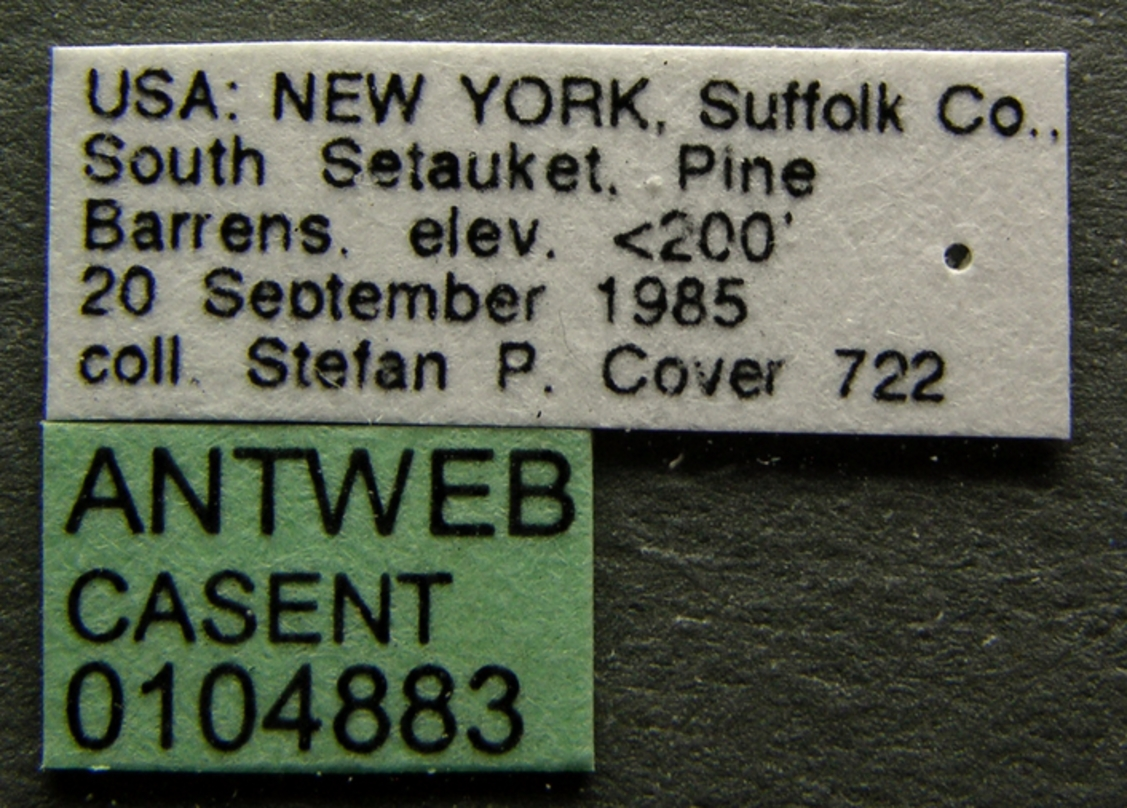
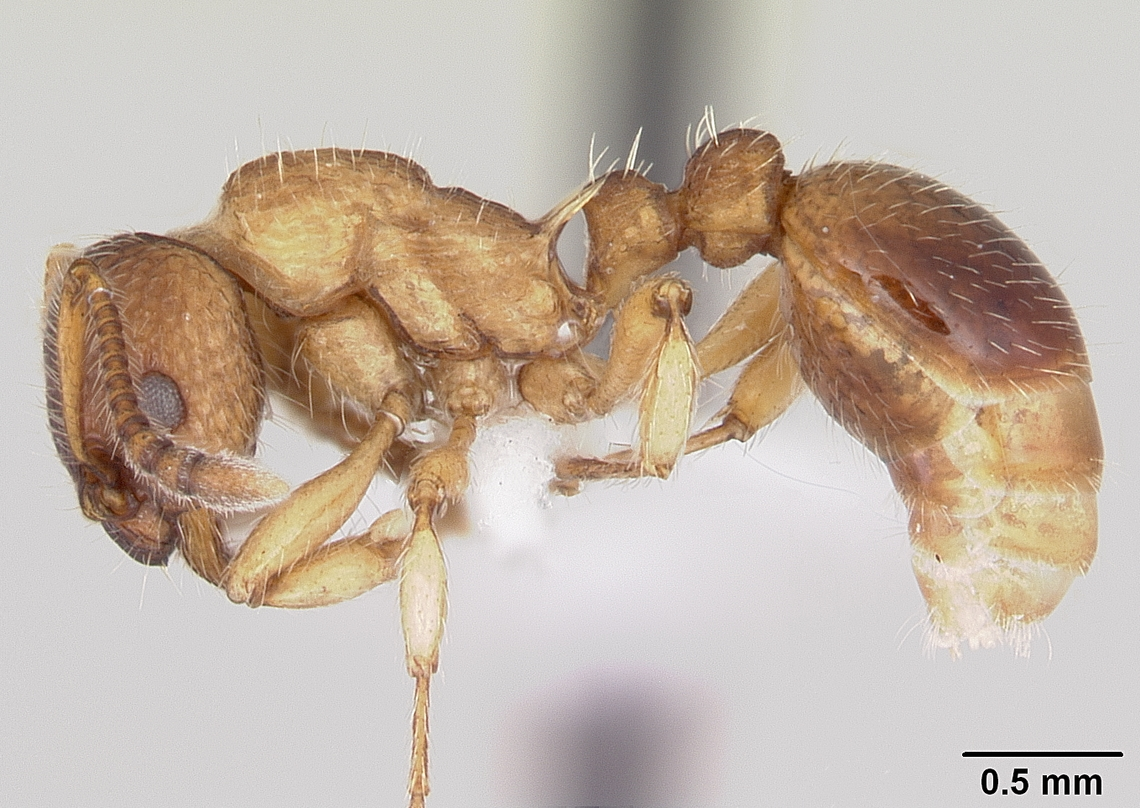